# Grönlandi tőkehal
A grönlandi tőkehal (Gadus ogac) a csontos halak (Osteichthyes) főosztályának a sugarasúszójú halak (Actinopterygii) osztályába, ezen belül a tőkehalalakúak (Gadiformes) rendjébe és a tőkehalfélék (Gadidae) családjába tartozó faj.

## Előfordulása
A grönlandi tőkehal elterjedési területe a Jeges-tenger és az Atlanti-óceán északi része. Előfordulási helyének nyugati határa az alaszkai Port Barrow-nál kezdődik és kelet felé haladva Grönland nyugati partjáig tart, onnan pedig délre kanyarodik egészen a Szent Lőrinc-öbölig. E halnak, további állományai vannak a Fehér- és az Északi-tengerben is. A halászat miatt a grönlandi tőkehal állományok erősen lecsökkentek.

## Megjelenése
Ez a halfaj legfeljebb 77 centiméter hosszú lehet. Feje eléggé széles. Háti része sötétebb, oldalai világosabbak.

## Életmódja

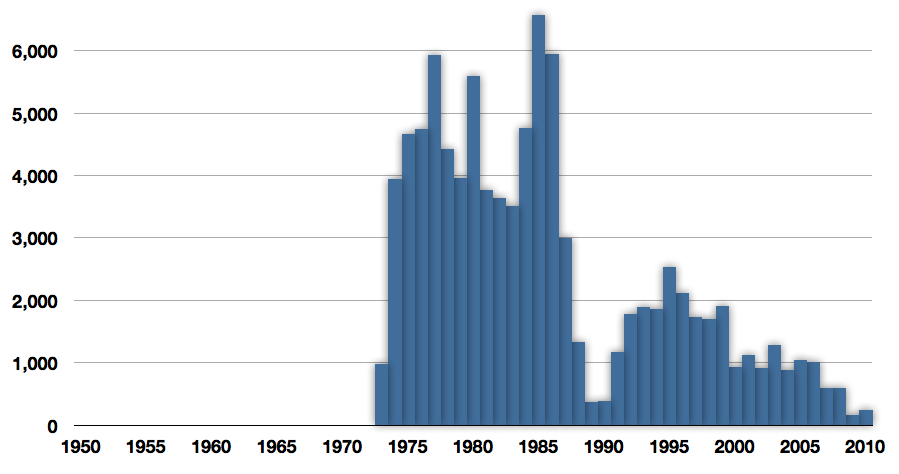
A grönlandi tőkehal világszintű halászata 1950-2010 között

A hal egyaránt megél a sós- és brakkvízben is. 200-400 méteres mélységekben is megtalálható. Nem rajhal. Tápláléka rákok, krillek, fejlábúak, soksertéjűek, tüskésbőrűek és egyéb halak, néha kisebb fajtársai is. Legfőbb vetélytársa az atlanti tőkehal, amellyel nemcsak az élőhelyét kell megosztja, hanem a táplálékforrásokat is; ezenkívül kölcsönösen vadásszák egymás ivadékait is.
Legfeljebb 12 évig él.
A fajt, az atlanti tőkehaltól a mitokondriális citokróm-b gén 307 bázispár hosszúságú régiójában több mint 12 nukleotid helyettesítődése különbözteti meg.

## Felhasználása
Ezt a tőkehalat ipari mértékben halásszák.